# Clube fênix
O termo inglês phoenix club (em português: clube fênix (português brasileiro) ou fénix (português europeu)) é usado no esporte para se referir a um clube que foi extinto, e um outro clube surge com o mesmo nome, tendo ou não relação com o clube anterior. Geralmente o clube reutiliza as cores, nome e escudo de um time já extinto de maneira igual ou bastante parecida. O termo surgiu na Inglaterra, e se refere a ave fênix na mitologia, na qual ela renasce das cinzas.
As regras sobre a sucessão de títulos e pontuações varia de acordo com o país ou competição. No Brasil, as regras para extinção ou falência dos clubes, e propriedade dos símbolos em clubes empresas são garantidas através da Lei nº 14.193 de 6 de agosto de 2021, que criou a Sociedade Anônima do Futebol. Porém, em relação da história e históricos dos times, é geralmente entendido que a extinção da razão social do clube leva consigo o seu histórico, como foi o caso do Grêmio Novorizontino. que recomeçou após a extinção do Grêmio Esportivo Novorizontino. Porém, por não haver uma regra específica sobre a questão, cada caso necessita ser analisado de forma separada.
Nos Estados Unidos, o sistema de franquias facilita o reaproveitamento dos históricos dos times, como aconteceu com o New York Cosmos, que reaproveitou o histórico do time original que disputou a NASL. Na Itália, pelo Artigo 52 da Norma Organizacional da Federação Italiana de Futebol, quando há a extinção de um time, um novo time pode ser criado mantendo a história do clube, porém sendo rebaixado para a Série D do Campeonato Italiano.